# Налимов, Евгений Викторович
Евгений Викторович Нали́мов (23 февраля 1965, Новосибирск) — программист, создатель алгоритмов для генерации эндшпильных таблиц в шахматах.

## Биография
Выпускник 1989 года механико-математического факультета Новосибирского государственного университета. Работал программистом в Институте систем информатики СО РАН, в Новосибирске. С 1997 года живёт в США и работает в корпорации «Майкрософт» в Редмонде.
В свободное от основной работы время Налимов занимался созданием шахматных программ. Его шахматная программа была чемпионом СССР в 1991 году. В 1998 году он создал программу — генератор шахматных окончаний.